# Jean Corriveau
Joseph Alfred Arthur Jean Corriveau (* 11. September 1958 in Chicoutimi, Québec) ist ein ehemaliger kanadischer Freestyle-Skier. Er war weitgehend auf die Disziplin Aerials (Springen) spezialisiert und gewann einmal die Disziplinenwertung sowie neun Springen im Weltcup.

## Biografie
Jean Corriveau kam als Sohn des Geodäten Michel Corriveau (1925–2005) und seiner Frau Denyse (geb. Barnard, 1929–1998) in Chicoutimi zur Welt. Er begann seine sportliche Laufbahn als Wasserspringer und wurde unter anderem 1976 Dritter seiner Altersklasse bei den kanadischen Meisterschaften. Nach einem Trainingsunfall auf dem Trampolin zwangen ihn Schwindelattacken zu einer Pause.
Corriveau gab das Wasserspringen daraufhin auf und wandte sich, ohne jemals Ski gefahren zu sein, dem Freestyle-Skiing zu. Nachdem ihm der Wechsel kaum Schwierigkeiten bereitet hatte, ermutigte ihn sein Freund Pierre Poulin, sich dem Sport professionell zu widmen. Im damals vergleichsweise jungen Alter von 19 Jahren schloss er sich dem Profizirkus an und gehörte in den folgenden Jahren neben John Eaves zur ersten Generation der „Québec Air Force“, die die Disziplin Aerials in den 1980er und 1990er Jahren beherrschte. Laut dem Weggefährten Louis Dionne war Corriveau, der im Sommer Show-Auftritte in England absolvierte,  der erste Skifahrer, der einen dreifachen Salto mit Schraube durchführen konnte.
Am 15. März 1980 gewann er in Tignes seinen ersten Wettkampf im neu lancierten Freestyle-Skiing-Weltcup, musste sich aber in der Disziplinenwertung wie schon in den Wintern davor seinem Teamkollegen John Eaves geschlagen geben. 1981 gelangen ihm auf europäischem Boden vier Siege, womit auch eine Beinverletzung gegen Ende des Winters den Gewinn der Aerials-Disziplinenwertung, gleichbedeutend mit seinem größten Karriereerfolg, nicht mehr verhindern konnte. Bei vereinzelten Starts auf der Buckelpiste konnte er sich nicht in den Punkterängen klassieren. Im Jahr darauf feierte er erneut vier Siege, verlor den Titel jedoch an seinen Landsmann Craig Clow. Seinen letzten Weltcup bestritt er im Februar 1983.
Corriveau absolvierte ein Studium an der École des hautes études commerciales und ist in der Unternehmensberatung tätig. Der leidenschaftliche Segler ist in zweiter Ehe verheiratet und lebt in seinem Heimatort Chicoutimi.

## Erfolge

### Weltcupwertungen
| Saison | Gesamt | Gesamt | Aerials | Aerials |
| Saison | Platz  | Punkte | Platz   | Punkte  |
| ------ | ------ | ------ | ------- | ------- |
| 1980   | 17.    | 91     | 2.      | 91      |
| 1981   | 16.    | 142    | 1.      | 142     |
| 1982   | 22.    | 140    | 2.      | 140     |
| 1983   | 23.    | 22     | 4.      | 90      |

### Weltcupsiege
Corriveau errang im Weltcup 16 Podestplätze, davon 9 Siege:
| Datum            | Ort              | Land        | Disziplin |
| ---------------- | ---------------- | ----------- | --------- |
| 15. März 1980    | Tignes           | Frankreich  | Aerials   |
| 18. Januar 1981  | Livigno          | Italien     | Aerials   |
| 24. Januar 1981  | Tignes           | Frankreich  | Aerials   |
| 8. Februar 1981  | Seefeld          | Österreich  | Aerials   |
| 15. Februar 1981 | Oberjoch         | Deutschland | Aerials   |
| 31. Januar 1982  | Morin Heights    | Kanada      | Aerials   |
| 7. Februar 1982  | Mont Sainte-Anne | Kanada      | Aerials   |
| 28. Februar 1982 | Sella Nevea      | Italien     | Aerials   |
| 21. März 1982    | Oberjoch         | Deutschland | Aerials   |

### Weitere Erfolge
- 5 internationale Siege[7] in der Prä-Weltcup-Ära